# Bejoording
Bejoording är en ort i Australien. Den ligger i kommunen Toodyay och delstaten Western Australia, omkring 86 kilometer nordost om delstatshuvudstaden Perth.
Runt Bejoording är det mycket glesbefolkat, med 2 invånare per kvadratkilometer.. Närmaste större samhälle är Coondle, omkring 11 kilometer sydväst om Bejoording.
Trakten runt Bejoording består till största delen av jordbruksmark. Genomsnittlig årsnederbörd är 542 millimeter. Den regnigaste månaden är september, med i genomsnitt 85 mm nederbörd, och den torraste är december, med 13 mm nederbörd.